# Dušan Baljak

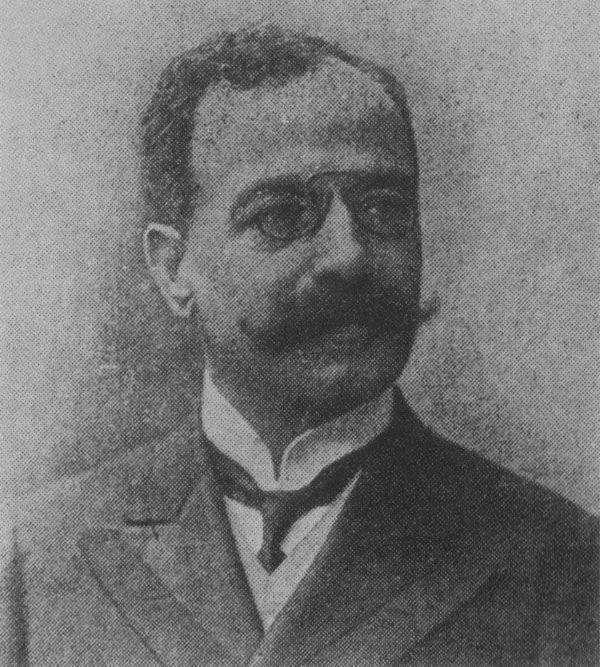
Dušan Baljak

Dušan Baljak (* 15. Januar 1854 in Zadar, Dalmatien; † 24. April 1935 ebenda) war ein Abgeordneter zum Dalmatinischen Landtag und zum Österreichischen Abgeordnetenhaus.

## Ausbildung und Beruf
Dušan Baljak war Sohn des Kaufmanns Gerasimov Baljak. Bis zum Jahr 1872 besuchte er ein Gymnasium in Zadar, danach studierte er Rechtswissenschaft an der Universität Graz. Im Jahr 1880 promovierte er zum Doktor der Rechte (Dr. iur.). Ab 1885 arbeitete er als Advokat in Zadar und als Redakteur der Zeitung Srpski list (Serbische Zeitung) in Zadar.

## Politische Funktionen
- 1892–1900 und 1908–1918: Abgeordneter zum Dalmatinischen Landtag
- 30. März 1897 bis 7. September 1900: Abgeordneter des Abgeordnetenhauses im Reichsrat (IX. Legislaturperiode) im Wahlkreis der dalmatinischen Landgemeinden 2 (Sebenico, Scardona, Verlicca, Knin, Dernis)
- 17. Juni 1907 bis 5. Februar 1909, 10. März 1909 bis 11. Juli 1909 und 20. Oktober 1909 bis 20. oder 30. März 1911: Abgeordneter des Abgeordnetenhauses im Reichsrat (XI. Legislaturperiode) im Wahlbezirk Dalmatien 2 (Gerichtsbezirke Benkovac, Kistanje, Obbrovazzo und Knin), Verband der Südslawen (Serbisch-national), XVIII., XIX. und XX. Session
- 17. Juli 1911 bis 25. Juli 1914 und 30. Mai 1917 bis 12. November 1918: Abgeordneter des Abgeordnetenhauses im Reichsrat (XII. Legislaturperiode) im Wahlbezirk Dalmatien 2, Dalmatinerklub (Serbisch-national), XXI. und XXII. Session

## Klubmitgliedschaften
Dušan Baljak war im Jahr 1897 fraktionslos. Vom 21. Oktober 1897 bis Oktober 1898 war er bei der Freien Vereinigung der Klublosen. Im Jahr 1907 war er beim Verband der Südslawen (Zveza južnik Slavena), 1911 Obmann-Stellvertreter beim Dalmatiner Klub und ab dem 29. Mai 1917 beim Südslawischen Klub (Jugoslovanski klub).